# WallStreetBets
Als WallStreetBets, kurz WSB, ist das Subreddit r/wallstreetbets bekannt, bei dem die Teilnehmer über Aktien- und Optionshandel diskutieren.
Das Subreddit wurde am 31. Januar 2012 vom Amerikaner Jaime Rogozinski gegründet und erregte Anfang 2021 weltweit Aufsehen durch seine Rolle beim Anstieg der GameStop-Aktie 2021.
Nutzer des Subreddits sind häufig junge Privatpersonen, die grundlegende Anlagepraktiken und Risikomanagementtechniken ignorieren. Daher wird ihre Tätigkeit als Glücksspiel betrachtet. Die wachsende Beliebtheit von Brokern ohne Provision und des mobilen Online-Handels hat möglicherweise zum Wachstum solcher Handelstrends beigetragen. Mitglieder der Gemeinden sehen in Tagesgeschäften mit hohem Risiko häufig eine Gelegenheit, ihre finanziellen Bedingungen schnell zu verbessern und zusätzliches Einkommen zu erzielen. Einige der Mitglieder tendieren dazu, geliehenes Kapital wie Studentendarlehen zu verwenden, um auf bestimmte „Meme Stocks“ zu setzen, die innerhalb der Community beliebt sind. Neben vielen anonymen Benutzern frequentieren auch einige bekannte Persönlichkeiten wie Elon Musk, Mark Cuban und Mr. Beast das r/wallstreetbets Subreddit.